# Paramogoplistes
Paramogoplistes is een geslacht van rechtvleugeligen uit de familie Mogoplistidae. De wetenschappelijke naam van dit geslacht is voor het eerst geldig gepubliceerd in 1984 door Gorochov.

## Soorten
Het geslacht Paramogoplistes omvat de volgende soorten:
- Paramogoplistes dentatus Gorochov & Llorente del Moral, 2001
- Paramogoplistes novaki Krauss, 1888